# Guillermo Dietrich
Guillermo Javier Dietrich (Buenos Aires, 5 de marzo de 1969) es un político, empresario argentino. Fue ministro de Transporte de la Nación entre 2015 y 2019. Antes fue subsecretario de Transporte del Gobierno de la Ciudad de Buenos Aires entre 2009 y 2015.

## Biografía
Nació en la Ciudad de Buenos Aires el 5 de marzo de 1969, hijo de Hada María Inés Marchese y Guillermo Ricardo Dietrich, dueño de una de las mayores concesionarias de auto en Argentina conocida como Grupo Dietrich.Su familia se dedica al negocio automotor siendo concesionario de Citroën, Volkswagen y Ford.Está casado con Javiera Álvarez Echagüe, con quien tiene dos hijos.Es hincha de River Plate.

### Formación y actividad profesional
Dietrich cursó sus estudios primarios en el Colegio Bayard y secundarios en el Colegio Santo Tomás de Aquino del que egresó en 1986. En 1987 ingresa al Grupo Dietrich, propiedad de su familia. junto a su hermano Hernán siendo CEO de la empresa de sus padres entre los años 2009 y 2015, que se localiza en Argentina.
Dirigió un negocio de importación de motos de China, que quebró en el año 1995.

En 1992 fundó Gemarsa S.A. y Daytona Motorcycle co. dedicadas a la importación, distribución y venta de autos, representante de General Motors en Argentina.En 2007 crea Strong Car Start
En dos oportunidades fue Presidente de la Comisión las Concesionarias de Autos VW (1997-2000; 2002-2004). Entre 2005 y 2015 fue vicepresidente de la Cámara Argentina de Empresas Alquiladoras de Automotores
En 1998 conoce a Patricia Bullrich quien lo acerca al gobierno de Fernando de la Rúa, en el año 2000 es nombrado asesor de la secretaria de transporte cargo que ocupara hasta 2001.

### Actividad política
En 2008, junto a Esteban Bullrich se suma a la Fundación Pensar dónde sería denunciado por pedir 10% de los sueldos para la Fundación Pensar a cambio de ubicar a diferentes personas en empleos públicos en la Ciudad de Buenos Aires dónde gobernaba el Pro.

#### Subsecretario de Transporte de la Ciudad
En 2009 fue nombrado Subsecretario de Transporte de la Ciudad de Buenos Aires. Durante su paso por la secretaría fue imputado al descubrirse sobreprecios de hasta 100 por ciento en el Metrobús.En 2012 durante su gestión se desencadenó la huelga de subterráneos más larga de la historia porteña con más de dos semanas de duración debido principalmente a reclamos de falta de inversión y falta de seguridad en el subte porteñoEl 31 de mayo de 2011 inauguró el Metrobús.
Durante su gestión en la ciudad se registró un incremento de las víctimas fatales por accidentes de tránsito en la Ciudad de Buenos Aires, un aumento de siniestros viales y de personas fallecidas. En 2013 fallecieron 53 personas, mientras que en 2012 habían perdido la vida 36 y 28 en 2011.Desde 2010 se produjo un ascenso en la cantidad de accidentes viales en caba con un fuerte incremento del número de víctimas fatales por accidentes de tránsito un informe de la Defensoría del Pueblo porteña, en el que se detalla que la cantidad de personas fallecidas durante el primer semestre de este año aumentó un 47%. La mayoría de los que murieron eran peatones.
La auditoría revelaría que el 80 por ciento de las obras durante su ministerio tuvieron sobreprecios.Durante su paso por el ministerio se produjo la compra de coches CAF 5000 usados del Metro de Madrid. La compra de estas unidades recibiría numerosas denuncias por corrupción hasta su desafectación en 2018, al encontrarse asbestos que se cobrarían la vida de dos empleados del Metro de Madrid.Los coches adquiridos al Metro de Madrid, resultaron ser más angostos que el andén y con un sistema de alimentación eléctrica diferente. A su vez, cada coche usado costó aproximadamente dos tercios del valor de uno 0 km, quedando abandonados al no poder utilizarse. En julio de 2014 se denunció que los trenes del metro de Madrid no eran los adecuados para la línea ya que eran más angostos que las vias.
Los vagones usados del subte que se compraron a 550 mil dólares finalmente serían vendidos a España a 5 mil
dólares ya que contenían amianto encapsulado, un material cancerígeno, en España fueron rematados a sólo 5 mil dólares para pruebas de explosivos.

#### Ministro de Transporte de la Nación
Dietrich fue nombrado por Mauricio Macri como Ministro de Transporte el 10 de diciembre de 2015.
Dietrich impulsó los contratos para obras licitadas bajo la modalidad de Participación Público-Privada (PPP), en el año 2016.«Ley 27.228/2016». Argentina.gob.ar. Consultado el 1 de septiembre de 2024.Los contratos de APP impulsados por Dietrich serían anulados por presuntos sobreprecios de hasta el 70 por ciento en las obras viales de Participación Público y Privada (PPP).
En 2018 causó controversia cuando el gobierno de Cambiemos habilitó un gremio exclusivo para la empresa, varios medios periodísticos dieron a conocer el documento que firmó el ministro de Producción y Trabajo, Dante Sica, con aval de su par de Transporte, Guillermo Dietrich, para impulsar el gremio conducido el secretario general del sindicato de Flybondi es Matías Miret, el piloto que estuvo dos años preso por volar el avión que transportaba una tonelada de cocaína con destino a Barcelona, tras haber despegado de El Palomar años antes. El secretario general del Sindicato de FlyBondi es quien llevó mil kilos de cocaína para los hermanos Juliá a España, estuvo dos años y medio presos por eso", dijo el secretario general de la Asociación de Personal Aeronáutico, Edgardo Llano.Diversas asociaciones denunciaron que el Palomar se realizaban los vuelos nocturnos de Flybondi y JetSmart estarían vinculados al narcotráfico.
Aeropuertos Argentina 2000 la empresa privada que ejerce la concesión de 33 aeropuertos nacionales En 2016 la empresa aeropuertos Argentina 2000 denunció la amenaza del Ministro de Transporte Guillermo Dietrich sobre la empresa privada Aeropuertos Argentina 2000 tras quitarle los fondos que se recaudan con la tasa aeroportuaria y amenazas de quitarles la concesión de los 33 aeropuertos del país sino removian al presidente de la empresa.
Además se denunciaron otros vínculos que tendría Flybondi con el narcotráfico, ya que su CEO, Julian Cook fue directivo de Southern Winds, la famosa aerolínea de las narcovalijas. El punto de quiebre para Southern Winds, dirigida por el empreario macrista Cook fue el escándalo en 2005 por tráfico de drogas que comprometió a Martín Varsavsky, funcionarios de la compañía y a miembros de la Fuerza Aérea Argentina. A su vez Julian Cook había estado radicado en Colombia a fines de la década de los 80 donde llegó a trabajar volando avionetas privadas para Roberto Escobar Gaviria y el sobrino de Pablo Escobar Gaviría, Nicolás Escobar.En diciembre de 2018 el canal C5N filtro un audio donde se escuchaba al CEO de Flybondi, Julian Cook, confrimando que el propio Dietrich lo había llamado a su teléfono personal para asegurarle que el Gobierno había accedido al pedido de crear un sindicato a la medida de la empresa. En 2018 y 2019 diferentes medios periodistas y legisladores opositores denunciaron que los vuelos nocturnos de Flybondi y Jetsart, prohibidos por la justicia estaban vinculados al narcotráfico. Los dirigentes aeronauticos Ricardio Cirielli (APTA) y Pablo Biro (APLA) expresaron que en la industria aeronáutica se sospecha que Flybondi “pertenece a un cartel mexicano del narcotráfico” La relación de Cook con Mauricio Macri comenzó cuando Cook actuó de nexo cuando Macri siendo presidente de Boca Juniors se reunió en la cárcel con el capo del Cartel de Cali en 1997 en la cárcel La Picota, de Bogotá Miguel Rodríguez Orejuela ya que quería comprar al arquero Oscar Córdoba, que jugaba en el América de Cali, propiedad del grupo narco.Durante su gestión en la ciudad de Buenos Aires las empresas de Nicolás Caputo empresario amigo y socio de Mauricio Macri y uno de sus principales financistas fue beneficiada con múltiples contratos públicos entre ellos contratos por 59 millones de pesos por la limpieza de los 78 paradas de colectivo de los carriles exclusivos, y diversos contratos por más de 1400 millones de pesos.
Fue denunciado en 2019 en el marco de una causa por direccionamiento de la obra pública por parte del gobierno nacional a favor de una empresa propiedad del un primo del  presidente Mauricio Macri como lo denunció la Auditoría General de la Ciudad. La Auditora denunció que el proceso licitatorio fue "defectuoso, irregular y corrupto"  en favor de IECSA, la empresa del primo de Mauricio Macri, Ángelo Calcaterra, para adjudicarle los tramos más caros de la construcción del Paseo del Bajo. Esta maniobra tenía según la denuncia judicial un único fin: garantizar a la empresa IECSA, entonces en poder de Ángelo Calcaterra, primo de Mauricio Macri 3200 millones de pesos. Según la auditoria se encontraron sobreprecios de hasta un 513 por ciento en la obra.
Llevó a cabo la privatización de varios de los corredores viales nacionales entre ellos El Corredor E abarca las Rutas 9 (Autopista Campana – Rosario) y la Ruta 183, en Buenos Aires; la 11, la 34, la A-008 y la A-012 en Santa Fe; mientras que el Corredor F comprende la Ruta 9 AU Rosario-Córdoba y la Ruta 33.
En 2019 tras la tragedia del Aeropuerto de Ezeiza que terminó con un trabajador muerto y decenas de heridos de gravedad. En la causa por homicidio doloso se buscaba dar con los responsables políticos de la misma. En octubre se 2019 fue imputado junto al presidente de Orsna y legislador del PRO Patricio Di Stefano

Di Stefano acumulaba varias causas judiciales desde su llegada a la presidencia de ORSNA, entre ellas la habilitación  irregular de la Base Militar de El Palomar cómo aeropuerto para favorecer a Flybondi aerolínea pantalla propiedad  del ministro Mario Quintana.
En el año 2016 la empresa llevo a delante un fuerte recorte del servicio que conecta Retiro con Villa Rosa, la localidad del partido de Pilar. El recorte impuesto por Ferrovías, quien a través de un funcionario  anunció el ajuste sobre la línea ferroviaria, entre otras medidas el servicio se recortó entre un 30% y 40%. También se anunció un posible cierre del tramo comprendido por las estaciones Grand Bourg, Tierras Altas, Tortuguitas, Manuel Alberti, Del Viso y Villa Rosa. A pesar de las denuncias y el mal estado de las formaciones, el 6 de febrero de 2018, mediante el Boletín Oficial, renovó con Ferrovías su concesión por 18 meses en virtud de prórroga otorgada por el Estado.
En diciembre de 2019, en el Ministerio de Transporte dio de baja a la Aerolínea Sol se declaró en quiebra al día siguiente, provocando en consecuencia el cese de actividades, dejando a pasajeros varados, a casi 300 personas sin empleo y pequeñas ciudades del país sin conexión aérea. Medios de Uruguay reportaron que los aviones de Sol fueron llevados al Aeropuerto Internacional de Punta del Este.
Desde su rol como ministro se le cuestiono por utilizar el Estado para direccionar fondos públicos hacia empresas de su familia y beneficiar a empresas del Presidente. En febrero de 2017,fue denunciado junto a Mauricio Macri por un supuesto fraude al Estado, que perjudicaría directamente a Aerolíneas Argentinas.  y por posible quebranto de la empresa de bandera ante una competencia desleal toda vez la misma compite con la empresa cuyo titular es la Familia Macri.
En mayo de 2019, el Ministerio presentó el primer tren de 100 vagones de la empresa estatal Trenes Argentinos Cargas.
En materia de aeronavegación, Dietrich presentó “la revolución de los aviones”Durante su gestión se produjo el cierre o abandono del mercado de varias aerolíneas que abandonaron el país. En 2018 Avian la empresa que operaba en el país en cabotaje bajo la marca Avianca) le pidió al Gobierno un permiso para no volar por 180 días, que se usarían para reestructurar el plan de negocios y tomar medidas sobre la operación local. Finalmente a comienzos de 2019 la línea aérea Avianca Argentina, anunció que dejará de volar en el país por seis meses debido a una delicada situación económica. En 2016 durante su gestión cerro la primera de las seis aerolíneas que operaban en el país Sol Líneas Aéreas en mayo canceló todos los vuelos y operaciones, se declaró en quiebra mediante un comunicado y envió telegramas de despido a sus 300 empleados.Sol Líneas Aéreas que operaba desde 2005 cuyo hub era el aeropuerto de Rosario, presentó la quiebra en enero de 2016 abandonando todas sus rutas. La mitad de los trabajadores de la aerolínea eran rosarinos.El 18 de junio de 2018 dejo de operar La de la quinta mayor linea aérea del país la empresa que centraba sus operaciones en la Patagonia 
En paralelo LATAM la segunda mayor aerolínea del país comenzó en 2017 con un proceso de desinversión y retiro del mercado argentino con un recorte y cancelación de rutas locales y el despido de su plantel de 3.000 a 1.715 empleados entre 2017 y 2019. En ese período, la filial de la empresa chilena perdió más de 300 millones de dólares en Argentina entre 2018 y 2019 por la devaluación y la política aérea alentada por la gestión de Mauricio Macri.Para el final de su gestión ya habían cerrado cuatro de las seis líneas aéreas que volaban en el país y se había producido la pérdida de un tercio de los puestos de trabajo en el sector aeronáutico.
Cuando Macri lo designó vía decreto como ministro surgieron rumores de algún acuerdo entre el presidente electo y el gobernador cordóbés José Manuel De La Sota. Durante su gestión los trabajadores del ministerio denunciaron cambios arbitrarios que modificaron la estructura del área de Desarrollo de la Oferta con el único fin de generar nuevos cargos políticos destinados a los amigos y parientes de funcionarios macristas la segunda principal aerolínea sufrió un el recorte y cancelación de rutas locales y el recorte de su plantel de 3.000 a 1.715 empleados entre 2017 y 2019. En ese período, la filial de la empresa chilena fuertemente deficitaria perdió más de 300 millones de dólares en Argentina entre 2018 y 2019 por la devaluación y la política aérea alentada por la gestión de Mauricio Macri.Finalmente abandonaron el país de líneas aéreas privadas (Avianca, Latam y Norwegian, entre otras).
La llegada de Fly Bondi, representó una novedad para el mercado.Con base en el El Palomar, provincia de Buenos Aires.En 2019 el ministerio fue allanado por la justicia tras la tragedia del Aeropuerto de Ezeiza que terminó con un trabajador muerto y decenas de heridos de gravedad. En la causa por homicidio doloso se buscaba dar con los responsables políticos de la misma. En octubre se 2019 fue imputado el presidente de Orsna y legislador del PRO Patricio Di Stefano junto al ministro Guillermo Dietrich.
Di Stefano acumulaba varias causas judiciales desde su llegada a la presidencia de ORSNA, entre ellas la habilitación irregular de la Base Militar de El Palomar cómo aeropuerto para favorecer a Flybondi aerolínea pantalla del ministro Mario Quintana.
Se construyó un corredor conocido como Paseo del Bajo, exclusivo para tránsito pesado y colectivos de larga distancia de 7,1 km con la que se conecta el norte y el sur de la Ciudad.
En diciembre de 2015 anunció que no iba a haber aumentos de las tarifas del transporte público, el 18 de diciembre impuso produjo un alza entre el 100 y el 300 por ciento por ciento de los precios de los boletos de colectivos, Subte y en ferrocarriles metropolitanos que conectan a la ciudad con el resto de la Provincia de Buenos Aires.
En 2016 se anunció un fuerte aumentó en transporte del 100% el boleto de colectivos. En su segundo año de gestión varias empresas de ómnibus entraron en una crisis, lo que llevó a que se eliminaron frecuencias de colectivos, golpeando la rentabilidad de las empresas llevando a que se renueven 200 unidades frente a las 1.800 necesarias para mantener actualizada la flota. Esto ocasionó que 50 de las 200 empresas de colectivos que operan en el Área Metropolitana de Buenos Aires lleguen a una situación crítica.
En 2018 la compañía de larga distancia Flechabus se presentó a concurso preventivo de crisis. Varias empresas recurrieron a la cancelación de servicios y tienen problemas para pagar en término los sueldos. La Empresa General Urquiza, que brinda servicios en Buenos Aires, Santa Fe, Córdoba, Santiago del Estero, La Rioja, Catamarca y Tucumán, paralizó todos los servicios que salen de Buenos Aires. Empresa San José, con epicentro en las rutas que unen Buenos Aires con Entre Ríos, también cortó los servicios, al igual que Tramat, El Rápido Internacional y Andesmar. Paralelamente entró en default la empresa de transporte fluvial de pasajeros Cacciola que transportaba más de 150.000 pasajeros con viajes a Uruguay a través del Delta y el Río de la Plata. Al mismo tiempo impacto produciendo una crisis en las empresas productoras de carrocerías de micros y ómnibus, cerrando la fábrica de camiones y colectivos más grande del país.
En 2017 inauguró el Metrobús Rosario,
En 2017 Dietrich cerró ArBus, la empresa de colectivos que conectaban entre el Aeroparque Metropolitano y el Aeropuerto Internacional de Ezeiza. El cierre de la firma estatal fue denunciada por los propios trabajadoresla empresa estaral daba ganancias de 3 millones de pesos mensuales antes de que fuera desmantelada. Al asumir Dietrich la empresa estatal comenzó vaciarse el ministerio le quitó concesiones y se cortaron esos contratos y se los dieron a Tienda León a mayor precio para el consumidor.Tienda León fue aportante de la campaña de Mauricio Macri a partir del cierre de su competencia estatal la empresa monopolizo el servicio y se quitó la libertad a los pasajeros de elegir otras opciones.
Durante su gestión paralizó posteriormente el soterramiento del Ferrocarril Sarmiento, en 2017 se reconfigura el contrato siendo entregado a la firma la brasileña Odebrecht y IECSA, de Ángelo Calcaterra por 45.000 millones de pesos hasta 2021.Los contratos serían investigados años después denunciandose coimas y sobornos.
En enero de 2017 fue imputado el jefe de la AFI (Agencia Federal de Inteligencia) argentino, Gustavo Arribas por la recepción de coimas y otras dádivas de Odebrecht mientras que Dietrich y el ministerio de trasporte comenzó a ser investigado judicialmente.
Entre el 25 y 27 de septiembre de 2013, un operador financiero brasileño condenado por la justicia de Brasil por el caso Lava Jato transfirió más de medio millón de dólares a una cuenta de Gustavo Arribas, destinados al pago de coimas, lavado de activos y evasión dónde estaría implicado el ministro Dietrich .
En 2018 Calcaterra declaró en la causa por coimas en las obras del soterramiento. Estaba acusado de irregularidades para conseguir la licitación. Fue acusado de irregularidades para conseguir el direccionamiento de esa licitación en 2016, el fiscal Franco Picardi determinó que se pagaron coimas en la misma. 

El día 28 de marzo de 2018, da la orden de sacar el cruce a nivel de las líneas Urquiza y San Martin en la localidad de Pilar, Buenos Aires, con lo que el Ferrocarril Urquiza quedó cortado, solo habilitada la vía doble del San Martin. El 17 de mayo de 2018, se extrajo el cruce a nivel de los ferrocarriles San Martin y Urquiza, en cercanías de la estación Hurlimgham, quedando el ferrocarril Urquiza,  doblemente mutilado e impedido de toda circulación entre Pilar y Federico Lacroze. El decreto 572/2019, determino la clausura definitiva y levantamiento de vías de la playa de intercambio de la estación Pablo Podesta del Ferrocarril Urquiza.
En 2019 se descubrió que Dietrich ordenó gastar el equivalente a 50 millones de pesos del presupuesto de la agencia de seguridad vial para que automóviles de esa dependencia escoltaran el traslado de turbinas y aerogeneradores de las empresas Román y Coamtra presuntamente vinculadas a familiares y amigos del presidente Mauricio Macri. Se trató de dinero que dejó de utilizarse para campañas de seguridad vial, que es el objetivo de esa repartición. El monto desviado representó el 70% del presupuesto operativo de la Agencia. A ello se sumó otra causa por lavado de dinero a través del alquiler de remises y autos por un monto de 5,7 millones de dólares por parte del Estado con pagos que se depositaban en bancos de América, Asia y Europa para luego entrar en una cuenta de la empresa Movilaut en la Argentina, vinculada a Dietrich.En 2016 la justicia allanó la aseguradora AON y el Ministerio de Transporte por una investigación de sobre negociados con los seguros en Ferrocarriles. En la causa "seguros" fueron imputados directivos de la firma AON de Franco Macri, que tras la asunción de su hijo Mauricio Macri se quedaron con un negocio de 300 millones de pesos en seguros que les fue otorgado por Dietrich sin licitación. La trama de corrupción involucró también a Jorge González Gale, hombre ligado a Franco Macri padre del presidente, y broker de seguros de Socma -el conglomerado empresario de la familia Macri.
Según la denuncia Dietrich junto al presidente de la empresa estatal que opera todos los trenes de pasajeros de la región metropolitana y de larga distancia, canceló intempestivamente todos los seguros que estaban vigentes y decidió cederle en forma directa el paquete de las pólizas y contratos a la filial local de AON de Socma, propiedad de la familia presidencial.En agosto de 2014 la ex presidenta Cristina Fernández de Kirchner, al inaugurar el servicio de ArBus, determinó que el mismo fuera gratuito para los empleados que trabajen en el Aeroparque o en Ezeiza. En 2016, la gestión Macri acaba con la gratuidad del servicio para los trabajadores y obligó a Aerolíneas Argentinas que diera de baja el contrato que tenía con Intercargo para que sus clientes viajen gratis en ArBus y se vieran forzados a utilizar el servicio monopólico de la empresa Tienda León que aporto a su campaña presidencial.
En 2018 comenzó a ser investigado por desvío de fondos públicos a través de una fundación suya que financió la campaña de Cambiemos en 2015.
El ministro de Transporte era el titular cuando en 2015 recaudó casi 3 millones de pesos para que Macri llegue a la presidencia, a pesar de la objeción de la justicia electoral.
En 2017 anunció que la empresa Ghella será la responsable de la ingeniería, mientras que Iecsa, de Angelo Calcaterra, se sumará a la construcción. Oderbretch, investigada en el escándalo petrobras junto Iecsa ofrece el impulsó político para el nuevo relanzamiento del proyecto. Debido a ello el juez federal Sebastián Ramos abrió la investigación por la modificación de las condiciones de la adjudicación del soterramiento del ferrocarril para beneficiar a la empresa Iecsa por más de 70.000 millones de pesos.
Al mismo tiempo se llevó a cabo la venta de terrenos ferroviarios que ocasionó la pérdida de trazas: entre ellos la playa de cargas de Colegiales y de Retiro Cargas, lo que produjo que el Nuevo Central Argentino (NCA), que controla los trenes de carga de la línea Mitre, se quedase sin terrenos necesarios para las operaciones ferroviarias. Los terrenos de la playa ferroviaria de Empalme Norte, en Retiro, fueron vendidos con una excusa similar e inicialmente se indicó que serían levantadas todas las vías del sector. el caso de la traza del ramal del Belgrano Sur a Puente Alsina, que la SOFSE dejó de operar en 2017. En agosto de 2019 dio de baja la electrificación del tramo Bosques - Villa Elisa de la línea Roca. La baja del proyecto perjudica a los usuarios de las estaciones Santa Sofía y Gutiérrez.
En 2017 mediante el decreto 652/2017 Mauricio Macri delegó en Guillermo Dietrich, la facultad de "clausurar ramales ferroviarios en forma definitiva y proceder al levantamiento de las vías y demás instalaciones ferroviarias". Mediante el decreto fueron eliminados 12 servicios ferroviarios de pasajeros. En el Gran Buenos Aires, el Alsina-Bonzi. En Buenos Aires y La Pampa, los trenes a 25 de Mayo, Tandil, Bahía Blanca vía Pringles, Pinamar, Saladillo/General Alvear, General Pico y Santa Rosa. Y otros tres ramales en Entre Ríos y Chaco.
Se recortaron frecuencias y se levantaron servicios ferroviarios a lo largo de todo el país. En el caso del Tren del Valle se recortaron servicios y disminuyeron las frecuencias. En Entre Ríos los ramales fueron paralizados cancelándose los servicios locales de Paraná, la capital provincial, que fueron suspendidos en enero de 2016, el tren Paraná – Concepción del Uruguay, suspendido en febrero de ese año, y el servicio Basavilbaso – Villaguay, que dejó de circular en abril de 2016. El Tren de las Sierras, que circula entre Córdoba y Cosquín, dejó de salir desde la estación Alta Córdoba.

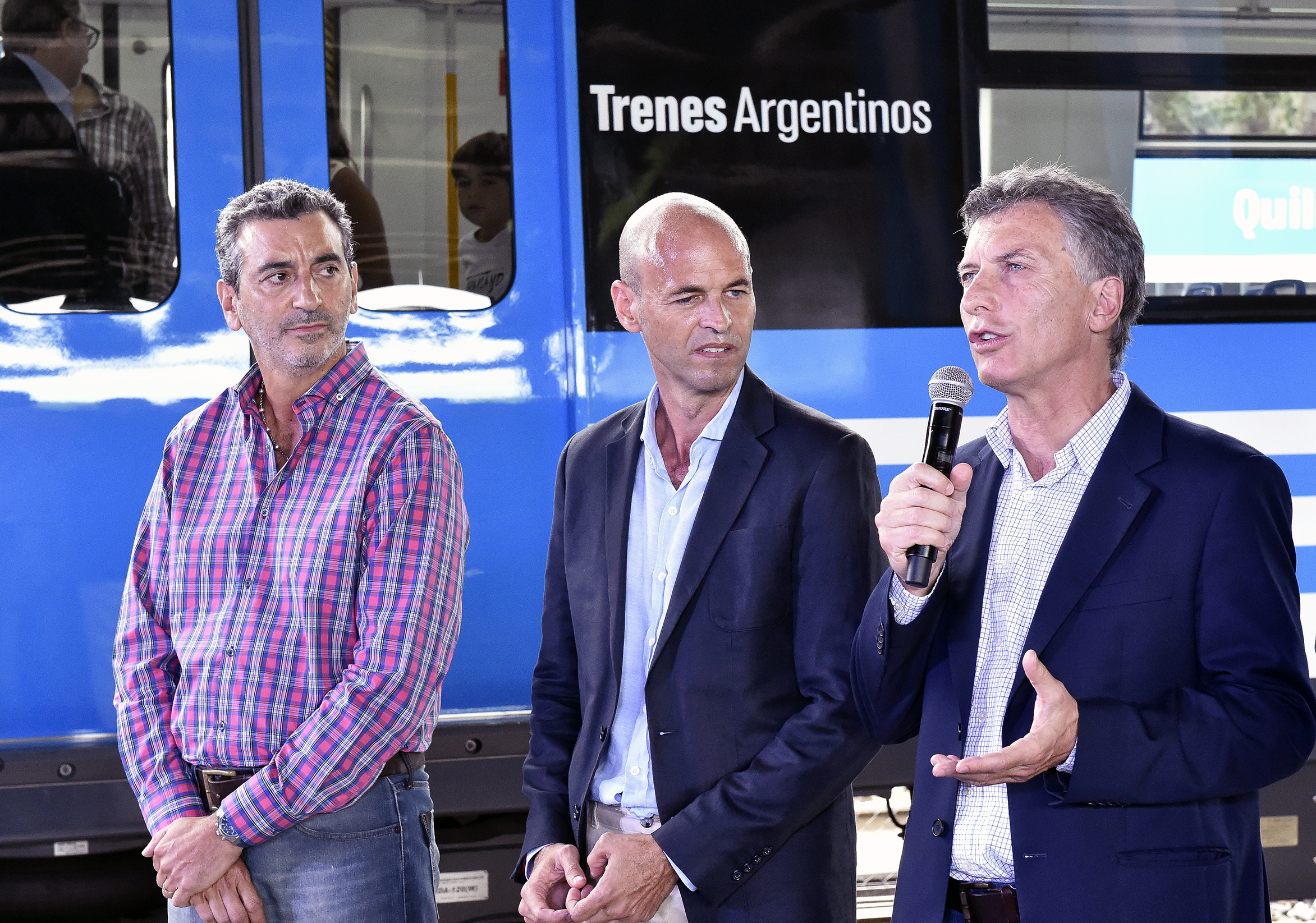
Florencio Randazzo (izquierda), Guillermo Dietrich (centro) y Mauricio Macri (derecha), en febrero de 2016.

En mayo de 2017 el servicio metropolitano de trenes de Resistencia, Chaco, también fue suspendido para forzar una provincialización del servicio y se descartó la renovación de vías del ramal C3 del Ferrocarril Belgrano. También se canceló el proyecto de fabricación de vagones de cargas nacionales. El recorte en los trenes regionales, el cierre de ramales en el Chaco y Entre Ríos, servicios suspendidos en La Pampa, Mar del Plata, Chascomús y la decisión de paralizar la expansión del Tren del Valle y el abandono del Plan Operativo Quinquenal heredado de la gestión anterior. Por otra parte se suspendió el proyecto quinquenal que estipulaba la recuperación de las conexiones Brandsen-La Plata, Cañuelas-Lobos y Uribelarrea-Las Flores.
En 2019 estalló un nuevo escándalo de corrupción en su gestión cuando 50 subcontratistas de la constructora Green a la que se le adjudicó la obra del viaducto del Ferrocarril San Martin denunciaron haber sido estafadas por la empresa, que les adeuda una suma de 400 millones de pesos. La frágil situación patrimonial de Green era frágil antes de recibir el contrato del gobierno la empresa acarreaba pasivos de al menos 70 millones de dólares y que sobre sus cuentas bancarias pesaba un embargo de 800 millones de pesos dictado por la Justicia por múltiples causas de corrupción que pesaban sobre la empresa, que había sido una de las mayores aportantes a la campaña presidencial de Cambiemos en 2015. Así mismo se levantaron los servicios ferroviarios de los ramales que van a Tandil, 25 de mayo, Chascomús, Bragado, Junín y Alberdi, a Bahía Blanca vía Pringles y a La Pampa, Coronel Boerr, Cacharí, Hinojo, Las Martinetas, Laprida, Pringles, Villa Ventana y Saldungaray. En total la cancelación de servicios afectó a 104 pueblos y ciudades y a más de 670 mil habitantes. La provincia de La Pampa también se quedó sin trenes de pasajero, se decidió suspender el servicio que unía Santa Rosa y General Pico. En enero dejó de circular el servicio Paraná-Oro Verde. Luego se suspendieron los ramales que unen Paraná con Concepción del Uruguay y Basavilbaso con Concordia. Se anuló la fabricación de 1050 vagones de carga.
También se canceló el proyecto de fabricación de vagones de cargas nacionales. El recorte en los trenes regionales, el cierre de ramales en el Chaco y Entre Ríos, servicios suspendidos en La Pampa, Mar del Plata, Chascomús y la decisión de paralizar la expansión del Tren del Valle y el abandono del Plan Operativo Quinquenal . Por otra parte se suspendió el proyecto quinquenal que estipulaba la recuperación de las conexiones Brandsen-La Plata, Cañuelas-Lobos y Uribelarrea-Las Flores.
En 2019 se filtró que la justicia de Estados Unidos investigaba unos movimientos sospechosos y datos bancarios que involucraban al ministro de Transporte macrista Guillermo Dietrich, donde se investigaban varios depósitos consecutivos de 80 mil dólares. Esta información surge a partir de la filtración de un informe de la embajada de los Estados Unidos en Uruguay que señala corrupción generalizada durante el Gobierno de Mauricio Macri y en particular a Guillermo Dietrich. El ministro aparecía mencionado en una “novedosa metodología” para cobrar “comisiones / sobornos”. El dinero era girado a paraísos fiscales, cobrado en dos terminales bancarias y guardado en cajas de seguridad. Dietrich habría recibido 5.700.000 dólares para otorgar beneficios al Aeropuerto El Palomar en beneficio de Flybondy que con apenas 200 mil pesos de capital les dieron más de 100 rutas aéreas.
Los sobornos eran otorgados habría sido“otorgada por una reconocida compañía aérea low cost Flybondi con lo que habría logrado “obtener la habilitación de su base operativa en Buenos Aires”. En total según los cables de la embajada Dietrich había cobrado “comisiones / sobornos” por 5,7 millones de dólares en pequeños montos para evadir los controles de lavado de dinero, los cuales habrían sido depositados en concepto de gastos de alquiler de vehículos o cuentas vinculadas a la compañía de Dietrich, Movilaut S.A. y Dietrich S.A. Group Paralelamente Dietrich acumulaba denuncias penales por la concesión realizada por el Ministerio de Transporte (a cargo de Guillermo Dietrich) de las rutas áreas de cabotaje e internacionales a empresas "low cost", donde según el documento de la JATA se dieron marcadas "arbitrariedades" y "beneficios" a las empresas Avian y Fly bondi - vinculadas al presidente Macri y al coordinador del gabinete económico Mario Quintana - en perjuicio de la línea de bandera, Aerolíneas Argentinas.
Respecto a las obras viales, tras cuatro años solo se habían finalizado 365 kilómetros de autopistas, lo que representa un 13 por ciento de los 2800 kilómetros previstos. Mientras que en el programa Rutas Seguras prácticamente no registraron avances. Se ejecutaron solo 6 de los 4 mil kilómetros planificados y el 0,15 por ciento del total anunciado. Según se desprende del informe de la Auditoría de Vialidad Nacional hubo una "escandalosa demora en casi todos los casos". Las obras de autopistas en el Distrito Santiago del Estero, por ejemplo, ni siquiera fueron iniciadas y la Ruta Nacional número 12, en el tramo Empedrado-Itatí cuya finalización de obra esta prevista para abril de 2020 registraba un avance de apenas el 5,6 por ciento.
El informe también da a conocer que hubo una manipulación política del plan de obras viales, ya que los mayores atrasos e incluso la falta de ejecución por parte del Estado Nacional se produjo en dos distritos gobernados por opositores, Tucumán y Santa Cruz.
Diferentes medios denunciaron que durante su paso por el ministerio se produjeron sobreprecios del 900% en obra pública llevada adelante por el macrismo. El Sindicato de Vialidad denunció en 2018 que el tramo de la ruta 8, entre Pilar y Pergamino, que había sido licitado en 2015 bajo el kirchnerismo con un presupuesto de 285 millones de pesos, pasó a costar 2500 millones en 2019, nueve veces más cuando fue entregada a la histórica constructora de los Macri, IECSA, propiedad de Ángelo Calcaterra.
En septiembre de 2019 Dietrich y Javier Iguacel, extitular de Vialidad Nacional fueron imputados por el negociado de los peajes por el fiscal Eduardo Taiano los acusa de haber ampliado ilegalmente las concesiones y por haber habilitado a varias empresas entre ellas a IECSA, a seguir cobrando peajes y obras cuando sus contratos ya habían vencido o as obras no fueron realizadas. En total se los investiga por un desfalco de por 30 mil millones de pesos. durante su gestión se paralizaron las obras de la autopista 22.
Durante su gestión habilitó a la empresa Domus Arways una aerolínea sin aviones y sin el certificado de Explotación de Servicios Aéreos de la Administración Nacional de Aviación Civil (ANAC), la aerolínea era completamente desconocida en la industria aerocomercial, mientras que  Damián Luis Toscano, un argentino radicado en Miami que durante el gobierno de Mauricio Macri fundó otro línea aérea, "Alas del Sur".
Durante el gobierno de Macri, en 2017 el macrismo le otorga la habilitación para volar 30 rutas nacionales, a pesar de que tampoco tenía aviones propios, pilotos ni experiencia comercial, luego de un alo la firma nunca voló y terminó vendiendo las rutas a JetSmart por 700 mil dólares y desapareció de Argentina. Alas del sur utilizó testaferros, figuraba  legalmente como propiedad de un costurero, una jubilada y un monotributista. Su CEO y gerente era Fernando Arriete fue gerente comercial de la línea aérea Southern Winds que estuvo casi dos años presos por el escándalo de las "narcovalijas" cuando fue condenado por la justicia española tras encontrarse en su avión casi 60 kilos de cocaína en Madrid.

## Actualidad
En las elecciones presidenciales de Argentina de 2019 y 2021 Dietrich fue coordinador general de la fiscalización de Juntos por el Cambio,y luego en la Elecciones presidenciales de Argentina de 2023 dirigió fiscalización del PRO y La Libertad AvanzaEn 2024 frente a la desintegración de Juntos por el Cambio, se enfrentaría a Patricia Bullrich quien había criticado su desempeño como ministro.Meses más tarde advertiría sobre sobreprecios en la licitación que llevaba a cabo el gobierno de Javier Milei que sostiene que la licitación le hará perder a la Argentina unos 7.500 millones de dólares.

## Críticas y controversias

### Como Secretario de Transporte de Buenos Aires
Su nombramiento en 2009 al frente de la subsecretaría de transporte fue criticado por la oposición en la Legislatura porteña. Eduardo Epszteyn, titular del bloque Diálogo por Buenos Aires, apuntó contra Macri diciendo que él «dice que hay que desalentar el uso del los automóviles y nombra como Subsecretario de Transporte al mayor vendedor de autos del país». Martín Hourest (del partido Igualdad Social) y Fabio Basteiro (del partido Proyecto Sur) manifestaron su preocupación «por la postulación de dirigentes que consideran incompatibles con la actividad pública». Diego Kravetz del Frente para la Victoria y otros legisladores porteños también expresaron sus críticas.
En noviembre de 2014, Dietrich fue denunciado junto con Horacio Rodríguez Larreta por «graves irregularidades» por los costos de la obra del Metrobús Norte que une Buenos Aires con el partido de Vicente López, en la provincia de Buenos Aires. Se denunció la falta autorización de la Legislatura de la Ciudad de Buenos Aires para el uso de fondos públicos porteños, como así también la falta de un estudio de impacto ambiental. La denuncia fue hecha por Integrantes de la Asamblea de Inundados del barrio de Saavedra, el Observatorio del Derecho a la Ciudad, integrantes de la Asamblea de Inundados del Barrio Mitre y vecinos de Vicente López .
En 2015 se lo denunció penalmente junto a Esteban Bullrich por presuntas irregularidades en las contrataciones que hicieron desde sus áreas. Se los acusó de negociaciones incompatibles con la función pública, abuso de autoridad y violación de los deberes de funcionario público por la contratación de una empresa que tiene como directivo a un integrante del grupo macrista G25, del que forma parte el propio Dietrich y también Bullrich a dos empresas cuyos dueños fueron aportantes de la campaña presidencial de Cambiemos. Dicho grupo recibió por contratación directa un contrato para semáforos por 9.9 millones de pesos.
A raíz del Caso Niembro, la periodista de 678 Cynthia García aseguró que el periodista Luis Majul había sido beneficiado con facturas millonarias por servicios inexistentes cobrados a la Subsecretaría de Transporte de la Ciudad. Según la periodista, la productora La Cornisa realizó durante 2013 tareas de reparto de volantes para esa subsecretaría, por montos que varían según cada factura y que completan un total de 932 mil pesos.
Durante su paso por la secretaría fue imputado al descubrirse supuestos sobreprecios de hasta 100 por ciento en el Metrobús.
 Durante su gestión en la ciudad se registró un incremento de las víctimas fatales por accidentes de tránsito en la Ciudad de Buenos Aires, un aumento de siniestros viales y de personas fallecidas. En 2013 fallecieron 53 personas, mientras que en 2012 habían perdido la vida 36 y 28 en 2011.
Durante su paso por el ministerio se redujo el papel del estado en el transporte, en el sistema ferroviario se terciarizaron los trabajos que en el caso del viaducto San Martín terminó con obreros heridos, denuncias por sobreprecios y la rescisión del contrato de la empresa que debía terminar la obra.Ernesto Botto.

### Como Ministro de Transporte de la Nación
El 13 de febrero de 2016 el ministro de Transporte fue fotografiado haciendo uso del helicóptero presidencial para uso personal. Al asumir aseguró que "vamos a mantener los subsidios, no vamos a aumentar las tarifas", un mes después anunció un fuerte aumentó en transporte del 100% el boleto de colectivos y trenes, y 66% el de subtes.
Días después designó a una amiga suya y diseñadora de moda como coordinadora de Seguridad Vial en el Noroeste Argentino (NOA), generando críticas y preocupación, a nivel regional y nacional. El nombramiento recayó sobre Corina Pérez Antich, amiga personal de Dietrich, cuyo currículum carece de antecedentes que indiquen algún tipo de experiencia o conocimiento en la materia.
En 2016 a raíz del escándalo conocido como Michetti gate el fiscal Ariel Lijo solicitó indagar sobre un conjunto de fundaciones ligadas al PRO que están en la mira como posibles fuentes de recaudación para el financiamiento de la actividad política del partido.
A raíz de su caso, se comenzó a investigar el funcionamiento de otras fundaciones similares del PRO tales como Fundar Justicia y Seguridad de Eugenio Burzaco o Formar de Guillermo Dietrich. Incluso se avanzó sobre la extinta Creer y Crecer de Néstor Grindetti.
Fue denunciado en el Caso Avianca, junto con el presidente Mauricio Macri, su jefe de Gabinete Marcos Peña, entre otros acusados, por un supuesto fraude al Estado que se cometería con la transferencia de dos aerolíneas. para beneficiar a la aerolínea Macair, de la familia Macri, a la colombiana Avianca, también del Grupo Macri, según la presentación en la que se advierte un posible conflicto de intereses por la promesa de acceso a frecuencias de vuelo.  }Durante este lapso Dietrich entregó rutas aéreas a la hermana de funcionario cercano a Dietrich, Agustín Rodríguez Grellet, titular de la estatal Empresa Argentina de Navegación Aérea (EANA) que depende del mismo Ministerio de Transporte. En enero de 2016 el Ministerio llevó a cabo el cierre de decenas de rutas aéreas de la estatal Aerolíneas Argentinas, donde Macair Jet había mostrado interés anteriormente. Desde enero de 2015 MacAir había iniciado un plan para operar en la Patagonia sin la competencia de la aerolínea de bandera.En 2018 comenzó a ser investigado en Estados Unidos por presuntas coimas para habilitar el aeropuerto del Palomar.
 Durante su gestión se produjo el cierre o abandono del mercado de varias aerolíneas En 2018 Avian la empresa que operaba en el país en cabotaje bajo la marca Avianca) le pidió al Gobierno un permiso para no volar por 180 días, que se usarían para reestructurar el plan de negocios y tomar medidas sobre la operación local. Finalmente a comienzos de 2019 la línea aérea Avianca Argentina, anunció que dejará de volar en el país por seis meses debido a una delicada situación económica. En 2016 durante su gestión cerro la primera de las seis aerolíneas que operaban en el país Sol Líneas Aéreas en mayo canceló todos los vuelos y operaciones, se declaró en quiebra mediante un comunicado y envió telegramas de despido a sus 300 empleados.En paralelo LATAM la segunda mayor aerolínea del país comenzó en 2017 con un proceso de desinversión y retiro del mercado argentino con un recorte y cancelación de rutas locales y el despido de su plantel de 3.000 a 1.715 empleados entre 2017 y 2019. En ese período, la filial de la empresa chilena perdió más de 300 millones de dólares en Argentina entre 2018 y 2019 por la devaluación y la política aérea alentada por la gestión de Mauricio Macri.Para el final de su gestión ya habían cerrado cuatro de las seis líneas aéreas que volaban en el país y se había producido la pérdida de un tercio de los puestos de trabajo en el sector aeronáutico.
En 2017 estalló el escándalo de las aerolíneas Low Cost por la adjudicación de rutas aéreas a las empresas, Avian y Flybondi, vinculadas al Presidente Macri y Mario Quintana, coordinador del gabinete económico. La causa es llevada adelante por el juez Sergio Torres. Según el expediente, la concesión realizada por el Ministerio de Transporte de las rutas áreas de cabotaje e internacionales a empresas low cost, donde según el documento de la JATA se dieron marcadas “arbitrariedades” y "beneficios" a las empresas Avian y Flybondi, en perjuicio de la línea estatal Aerolíneas Argentinas. Por otro hubo quita de otros controles en beneficio casi exclusivo a la empresa Avian Líneas Aéreas, continuadora de la empresa Macair Jet, y de propiedad del Presidente Macri y su familia. Entre otras adjudicaciones sospechosas, estuvo la adjudicación de 21 rutas aéreas a un costurero, una jubilada y un monotributista, investigados en el marco de la causa que investiga un supuesto plan de Mauricio Macri para quedarse con el negocio aerocomercial. Los tres socios de la firma levantan sospechas ya que por sus ingresos, difícilmente podrían ser los dueños de una aerolínea que tiene planeado en principio invertir más de 11 millones de dólares, debido a sus bajos ingresos mensuales.En 2019 se sumó 
Norwegian Argentina, al anunciar que abandonaba el país debido a la crisis económica que padecía el país desde 2017, la alta inflación y el derrumbe de la cantidad de pasajeros nacionales en vuelos de cabotaje.
En 2020 una auditoría interna que encargó la nueva gestión de Aerolíneas Argentinas destapó varias irregularidades en el manejo de la empresa estatal bajo la gestión Amado Amadeo hijo del político macrista Eduardo Amadeo. Entre ellas un canje de Aerolíneas para beneficiar al Banco Galicia, uno de los bancos aportantes a la campaña de Cambiemos que generó perdidas por casi 10 millones de dólares.
La maniobra fue realizada por el exministro de Transporte Guillermo Dietrich y generó un quebranto en la aerolínea estatal por casi diez millones de dólares para beneficiar al banco privado con una promoción para los clientes de este.
En 2017 Dietrich entregó rutas aéreas a la hermana de funcionario del PRO del propio ministerio de Transporte, vía decreto habilitó rutas aéreas para la empresa de la hermana de un funcionario propio sin licitación. La empresa beneficiada fue el Grupo Lasa de la hermana de Agustín Rodríguez Grellet, titular de la estatal Empresa Argentina de Navegación Aérea. En paralelo se denunció una serie de negocios que ocurren entre dependencias administrativas de Cambiemos y empresarios cercanos al oficialismo.
En 2019 fue denunciado en el caso rutas junto al político Javier Iguacel y estos dos exfuncionarios, también fue denunciado el exdirector de Cambiemos de la Agencia Nacional de Seguridad Vial Carlos Alberto Pérez, padre de Cristina Pérez por desvío de fondos destinado a causa donde se investiga funcionarios del gobierno de Mauricio Macri donde se habrían desviado 1.300 millones de pesos, en obras no se realizaron y se desconoce el destino del dinero. Según documentó la auditoria de la Asociación Argentina de Carreteras. De los 1314 millones de pesos girados a las empresas entre el 5 de diciembre de 2017 y el 9 de diciembre de 2019 el último día del Gobierno de Cambiemos, sólo se rindieron gastos por 7.2 se desconoce el destino final de los otros 1305 millones de pesos ya que las obras que habían sido pagadas no se realizaron. Al respecto de las obras no se realizaron y el dinero desaparecido la denuncia ahondó en el rol de Dietrich como recaudador de la campaña presidencial de Mauricio Macri y de Iguacel para la intendencia de Capitán Sarmiento. Al respecto el jefe de la bancada opositora opinó sobre el caso argumentando que "No resulta descabellado deducir que esos 1.300 millones de pesos fueron robados para financiar la campaña de Macri y sus secuaces”.

### Premio konex
En 2017 recibió el premio koxen al administrador del año.[cita requerida]